# Planificare familială

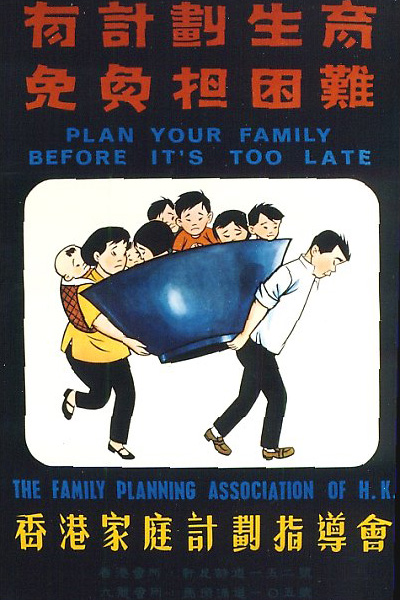
Afis din Hong Kong ce promoveaza Planificarea Familiala

Planificarea familială reprezintă conceptul care permite atât cuplurilor cât și persoanelor fizice – în mod individual, să utilizeze atât metode de control ale concepției și nașterilor pentru a anticipa și atinge numărul dorit de copii și intervalul de timp dorit între nașteri, cât și metode de tratament ale infertilității involuntare.